# Kara Killmer
Kara Killmer (14 de junio de 1988) es una actriz estadounidense. En 2010, protagonizó la serie web original del sitio Hulu, If I Can Dream. En 2014, se incorporó al elenco de la serie Chicago Fire de la NBC en el papel de la paramédico Sylvie Brett.

## Biografía
Killmer nació en Crowley, Texas. Se graduó en Artes Escénicas en 2010 de la Universidad de Baylor y está representada por la APA y Kelly Tiffan Gestión. En 2014, Killmer participó en el episodio piloto del lanzamiento de la NBC,Tin Man, pero la cadena no confirmó la serie para su programación 2014–2015.
En 2014, Killmer se unió al reparto de la serie de NBC, Chicago Fire, su papel es el de una paramédica quien reemplaza a Leslie Shay (Lauren German), desde el estreno de la tercera temporada que salió al aire el 23 de septiembre de 2014.
Protagonizó Beyond the Mask, un thriller de acción de la guerra de Independencia, estrenado el 6 de abril de 2015.

## Filmografía
| Año  | Título          | Función            | Notas    |
| ---- | --------------- | ------------------ | -------- |
| 2012 | Resto           | —                  | Corto    |
| 2012 | Broma           | Beth               | Corto    |
| 2015 | Beyond the Mask | Charlotte Holloway | Película |

| Año       | Título          | Función      | Notas                                |
| --------- | --------------- | ------------ | ------------------------------------ |
| 2010      | If I Can Dream  | Ella         | Elenco principal, 32 episodios       |
| 2011      | Scary Tales     | Rapunzel     | Episodio: "El Pied Piper & Rapunzel" |
| 2012      | Jane por Diseño | Blonde Chica | Episodio: "El Asunto de Imagen"      |
| 2013      | Rosa el Imposer | Sandra       | Episodio: "Igualdad"                 |
| 2013      | Horizonte       | Anna Webber  | Película de televisión               |
| 2014–2024 | Chicago Fire    | Sylvie Brett | Elenco principal, 199 episodios      |
| 2014–2020 | Chicago P.D.    | Sylvie Brett | Recurrente                           |